# David Andguladze
David Andguladze (georgià: დავით ანდღულაძე)  (Bakhvi, 3 d'octubre de 1895 (Julià) - Tbilisi, 29 de novembre de 1973) fou cantant d'òpera georgià (tenor dramàtic), professor. Artista del Poble de l'URSS (1950).

## Biografia
David Andguladze va néixer al poble de Bakhvi (ara a la regió de Guria, Geòrgia). Des de 1925 va actuar a l'Estudi de l'Òpera de Tiflis sota la direcció de Kote Marjanishvili. El 1926 va debutar com a Richard en l'òpera de Giuseppe Verdi Un ballo in maschera a l'escenari de l'Òpera i Teatre de Ballet de Geòrgia (Tiflis, ara Tbilissi).
El 1927 es va graduar al Conservatori de Tbilissi (classe del professor E. A. Vronsky). El 1927-1929 - solista de l'Òpera de Moscou anomenat en honor de K. S. Stanislavsky (ara Teatre Musical Acadèmic de Moscou anomenat en honor de K. S. Stanislavsky i V. I. Nemirovich-Danchenko). De 1929 a 1933 i de 1935 a 1955 va ser solista del Teatre d'Òpera i Ballet de Geòrgia anomenat en honor de Z. P. Paliashvili (1945-1949 - director artístic). Entre 1933i1935 - solista del Teatre Bolxoi (Moscou). També ha actuat en concerts com a cantant de cambra. Recorregut per moltes ciutats de l'URSS.
Des de 1946 va ensenyar al Conservatori de Tbilissi anomenat en honor de V. Sarajishvili (des de 1958 - Professor). Entre els seus estudiants es troben Zurab Anjaparidze, Nodar Andguladze, Zurab Sotkilava. El 1946 es va incorporar al CPSU (Partit Comunista de la Unió Soviètica).
Va morir el 29 de novembre de 1973 a Tbilissi. Va ser enterrat al Panteó de Didubian.

## família
- Fill - Nodar Andguladze (1927-2013), cantant d'òpera. Artista popular de l'RSS de Geòrgia (1965).

## Títols i premis
- Artista del Poble de l'RSS georgiana (1941))
- Artista del Poble de l'URSS (1950)
- Premi Stalin (1947)- per la interpretació del paper principal a l'òpera "El conte de Tariel" de Sh.M. Mshvelidze
- Premi Estatal de l'RSS de Geòrgia amb el nom de Z. P. Paliashvili(1973))
- Dues ordres de Lenin
- Orde de la Bandera Roja del Treball (1937)

## Repertori
- «La llegenda de Tariel» Sh.M. Mshvelidze — Tariel[3]
- «Abesalom i Eteri» Z. P. Paliashvili — Abesalom
- «Daisi» Z. P. Paliashvili — Malkhàzit
- «La llegenda de Shota Rustaveli» D. I. Arakishvili — Shota
- «La reina de piques» per P. I. Txaikovski — Herman
- «La núvia del tsar» N. A. Rimski-Kósakov — Grigori
- «Aïda» G. Verdi: Radames
- «Otel·lo» J. S. Verdi — Otel·lo
- «Carmen» J. Bizet com a José
- «Tosca» G. Puccini: Cavarodossi
- «Pagliacci» R. Leoncavallo — Canio

Teatre De l'Òpera de Moscou Stanislavsky

- «La Bohéme» G. Puccini: Rodolfo
- «Borís Godunov» M. P. Mussorgsky — Grigori
- «Nit de Maig» N. A. Rimski-Kósakov — Levko

Teatre Bolxoi

- «Il trovatore» J. S. Verdi — Manrico
- «Les Huguenots» J. Meyerbera — Raoul